# Наньань (Чунцин)
Наньа́нь (кит. упр. 南岸, пиньинь Nán'àn, буквально: «южный берег») — район городского подчинения города центрального подчинения Чунцин (КНР).

## История
В 1929 году, готовясь к расширению города, власти образовали на части уезда Ба особую зону. В феврале 1935 года здесь был официально образован 4-й район Чунцина, а во второй половине года — 6-й район. В 1939 году 6-й район был разделён на 11-й и 20-й районы. В 1941 году 11-й район был расширен за счёт двух волостей уезда Ба. В 1944 году из 11-го района был выделен 18-й район. Таким образом, на южном берегу Янцзы оказалось четыре района Чунцина.
В 1950 году четыре южнобережных района Чунцина были слиты в 5-й и 6-й районы. В 1952 году 6-й район был присоединён к 5-му. В 1955 году 5-й район был переименован в район Наньань.

## Административно-территориальное деление
Район Наньань делится на 7 уличных комитетов и 7 посёлков.